# 앨런 매너스
앨런 매너스(영어: Alan Mannus, 1982년 5월 19일 ~ )는 세인트 존스톤에서 골키퍼로 활약하고 있는 캐나다 태생 북아일랜드인 축구 선수이다.

## 수상

### 클럽
린필드
- IFA 프리미어십: 2000–01, 2003–04, 2005–06, 2006–07, 2007–08.
- 아일랜드 컵: 2001–02, 2005–06, 2006–07, 2007–08
- 아일랜드 리그 컵: 2005–06, 2007–08
- 카운티 안트림 실드: 2000–01, 2003–04, 2004–05, 2005–06
- 세턴타 컵: 2005
- 울스터 올해의 선수: 2007/08[1]

섐록 로버스
- 리그 오브 아일랜드: 2010, 2011
- 세턴타 컵: 2011
- SWAI 올해의 골키퍼: 2010

세인트 존스톤
- 스코틀랜드 컵: 2013–14